# Хайдари, Рудина
Рудина Хайдари (алб. Rudina Hajdari, род. 15 августа 1987) — албанский политик, член Ассамблеи Республики Албания и глава парламентской оппозиции страны. Дочь покойного Азема Хайдари, который возглавлял студенческое движение 1990–1991 годов, приведшее к краху коммунизма в Албании. Хайдари была избрана в ассамблею Албании 9 сентября 2017 года, представляя район столицы страны Тираны.

## Ранние годы и карьера
После убийства её отца в 1998 году Хайдари переехала в Соединённые Штаты, чтобы продолжить своё образование. Она училась в Фордемском университете и окончила его в 2009 году со степенью бакалавра политических наук, а затем получила степень магистра геополитики, территории и безопасности в Королевском колледже Лондона. Затем Хайдари получила вторую степень магистра — по правам человека — в Колумбийском университете. Впоследствии Хайдари обратилась к Гарримановскому институту российских, евразийских и восточноевропейских исследований Колумбийского университета по поводу проблем, с которыми сталкиваются Западные Балканы во время президентства Дональда Дж. Трампа и Владимира Путина соответственно. Хайдари также опубликовала множество редакционных статей о проблемах региона в таких изданиях, как Newsweek.
Хайдари была помощницей конгрессмена Элиота Лэнса Энгеля, высокопоставленного члена Палаты представителей США от 16-го округа Нью-Йорка, который также является председателем Комитета Палаты представителей США по иностранным делам.
После недолгого опыта работы в Конгрессе США она решила вернуться в Албанию, чтобы помочь возродить партию, соучредителем которой был её отец, и восстановить её былую славу.

## Политическая карьера
В июне 2017 года было объявлено, что она будет баллотироваться в парламент вместе с лидером Демократической партии Башей в Тиране. Находясь в надёжном положении в списке кандидатов, она рассматривалась как одна из видных новых фигур, выдвинутых демократами в парламент.
В сентябре она была назначена членом Комитета по внешней политике и Комитета по европейской интеграции. Прожив много лет за границей, она испытывала трудности с большинством публичных выступлений во время парламентской работы.
В декабре 2018 года, после общенациональных студенческих протестов в Албании, она нарушила решение своей партии бойкотировать парламент для решения ситуации со студентами, заявив о своей поддержке студентов и заявив, что она готова оставить свой мандат и присоединиться к протестам. В публичном заявлении она сказала, что Албании нужно новое движение и что она рассматривает возможность выхода из Демократической партии, так как она больше не находит поддержки у людей.
После решения бывшего лидера Демократической партии Люльзима Баши от 18 февраля 2019 года сжечь свой мандат и отказаться от поста главы Демократической партии в парламенте, Хайдари выразила резкое неодобрение решения партии покинуть парламент в массовом порядке в интервью 11 марта, переданном «Голосу Америки», в котором Хайдари подтвердила, что она не присоединится к другим 41 депутату партии в уходе с поста. Хайдари описала свою основную мотивацию всё более жестокими протестами, которые Люльзим Баша возглавил в столице Албании, которые также получили широкое международное осуждение со стороны Верховного представителя Европейского союза по иностранным делам и политике безопасности Федерики Могерини и комиссара ЕС по вопросам расширения Йоханнеса Хана.